# Lophodiodon calori
Lophodiodon calori är en fiskart som först beskrevs av Giovanni Giuseppe Bianconi 1854.  Lophodiodon calori ingår i släktet Lophodiodon och familjen piggsvinsfiskar. Inga underarter finns listade i Catalogue of Life.